# كاي كريستوفر
كاي كريستوفر (بالإنجليزية: Kay Christopher) هي عارضة وممثلة أمريكية، ولدت في 3 يونيو 1926 في نيو روتشيل في الولايات المتحدة، وتوفيت في 18 يونيو 2012 في ويليامزبرغ في الولايات المتحدة بسبب السكري.

## وصلات خارجية
- كاي كريستوفر على موقع IMDb (الإنجليزية)
- كاي كريستوفر على موقع قاعدة بيانات الفيلم (الإنجليزية)